# Пикерсгилл, Генри Уильям
Генри Уильям Пикерсгилл (англ. Henry William Pickersgill; 3 декабря 1782, Лондон – 21 апреля 1875, там же) – британский художник–портретист.

## Биография
Пикерсгилл родился в Лондоне, и в юности был усыновлен неким мистером Холлом, шелковым фабрикантом, который финансировал его обучение, а затем взял его в семейный бизнес. Когда война с революционной Францией вызвала в Британии упадок торговли, Пикерсгилл решил оставить карьеру в бизнесе и развивать свой художественный талант. Он стал учеником пейзажиста Джорджа Арнальда, у которого учился в 1802-1805 годах, после чего поступил в Королевскую академию художеств в Лондоне в качестве студента в ноябре 1805 года.
Ранние живописные работы Пикерсгилла были разнообразны по жанрам, и включали в себя, в том числе, пейзажи и исторические сцены, но в конце концов художник решил полностью посвятить себя портрету. Его первой работой, выставленной в Королевской академии, был портрет его благодетеля, мистера Холла, за которым последовали в общей сложности ещё 383 картины. Пикерсгилл был избран ассоциированным членом Академии в ноябре 1822 года и действительным членом в феврале 1826 года.
Пикерсгилл был одним из выдающихся портретистов своего времени. Среди знаменитостей, позировавших ему были, в том числе, поэт Уильям Вордсворт, изобретатель паровоза Джордж Стефенсон, мыслитель Джереми Бентам, премьер-министр Великобритании Роберт Пиль, поэтесса Элизабет Баррет Браунинг, выдающийся военачальник герцог Веллингтон и учёный Майкл Фарадей. 
Особенно Пикерсгилл прославился тем, что в 1816 году изобразил писателя Джеймса Силка Бэкингема (англ.) и его жену Элизабет в арабских костюмах. Этот портрет стал своего рода первой ласточкой художественной моды на Восток, захлестнувшей Великобританию несколько позже, на фоне стремительных колониальных завоеваний. На сегодняшний день «портрет четы Бэкингем» настолько часто ассоциируется с именем Пикерсгилла, что его иногда называют художником–ориенталистом, что, конечно же, не совсем верно. 
Многие портреты работы Пикерсгилла до сих пор находятся в частных собраниях, в том числе и в частных собраниях потомков его моделей. Национальная портретная галерея Лондона имеет в своей коллекции более 50 портретов, в том числе 16 оригинальных портретов маслом, написанных непосредственно Пикерсгиллом, и 35 гравюр, сделанных с его портретов другими художниками.
С 1856 по 64 год пожилой Пикерсгилл был библиотекарем Королевской академии. Он вышел в отставку в декабре 1872 года, и умер в своем доме на Блэндфорд-сквер в Лондоне в возрасте 93 лет.
Брат Пикерсгилла, Ричард, сын, Генри Холл, и племянник, Фредерик Ричард, тоже были художниками. Его жена Жанетта  (англ.) опубликовала в 1827 году сборник стихов под названием «Сказки о гареме». После смерти, последовавшей в 1885 году, миссис Пикерсгилл стала первым человеком, который был законно кремирован в Соединенном Королевстве в только что построенном крематории.

## Галерея

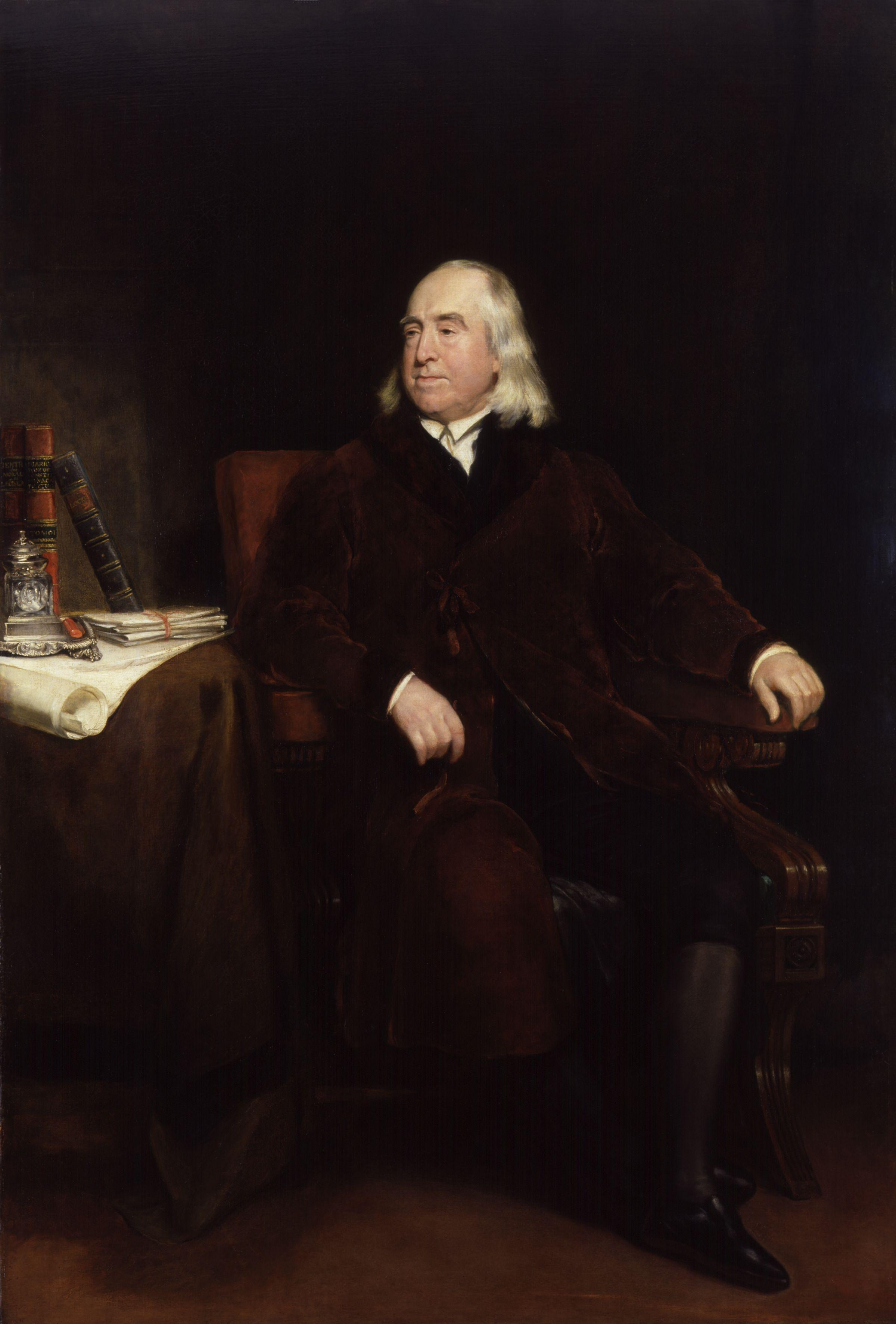
Иеремия Бентам, «персонаж» «Евгения Онегина».
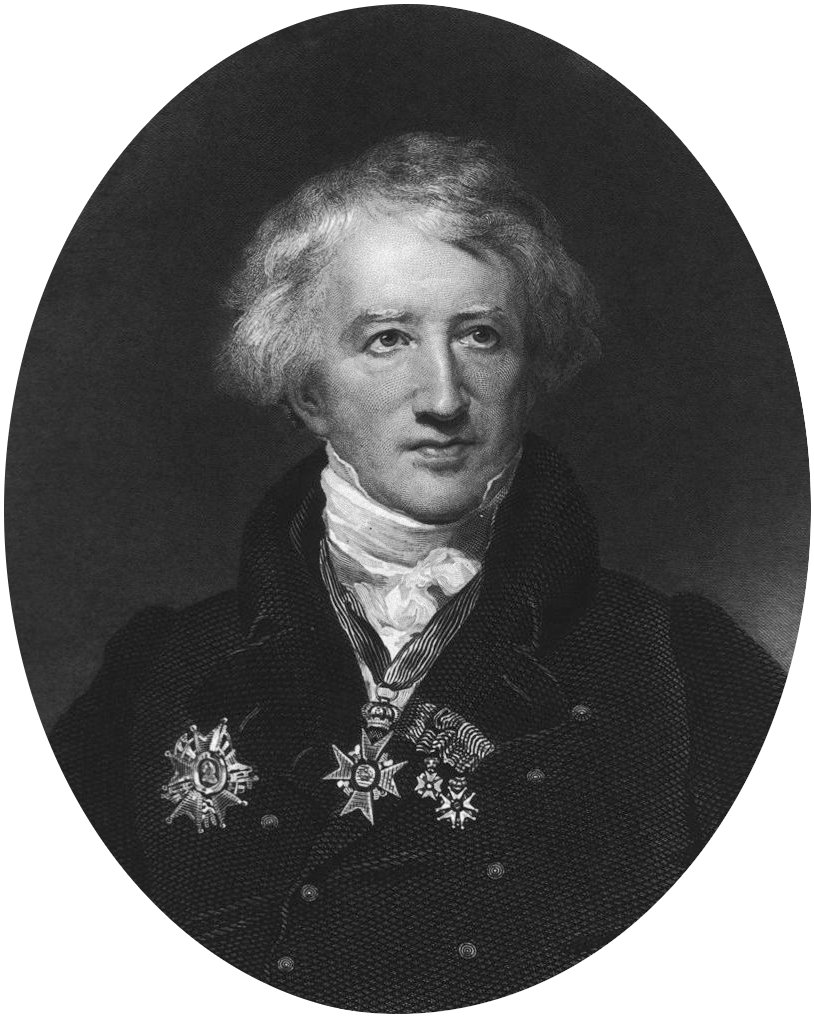
Жорж Кювье, «отец палеонтологии».
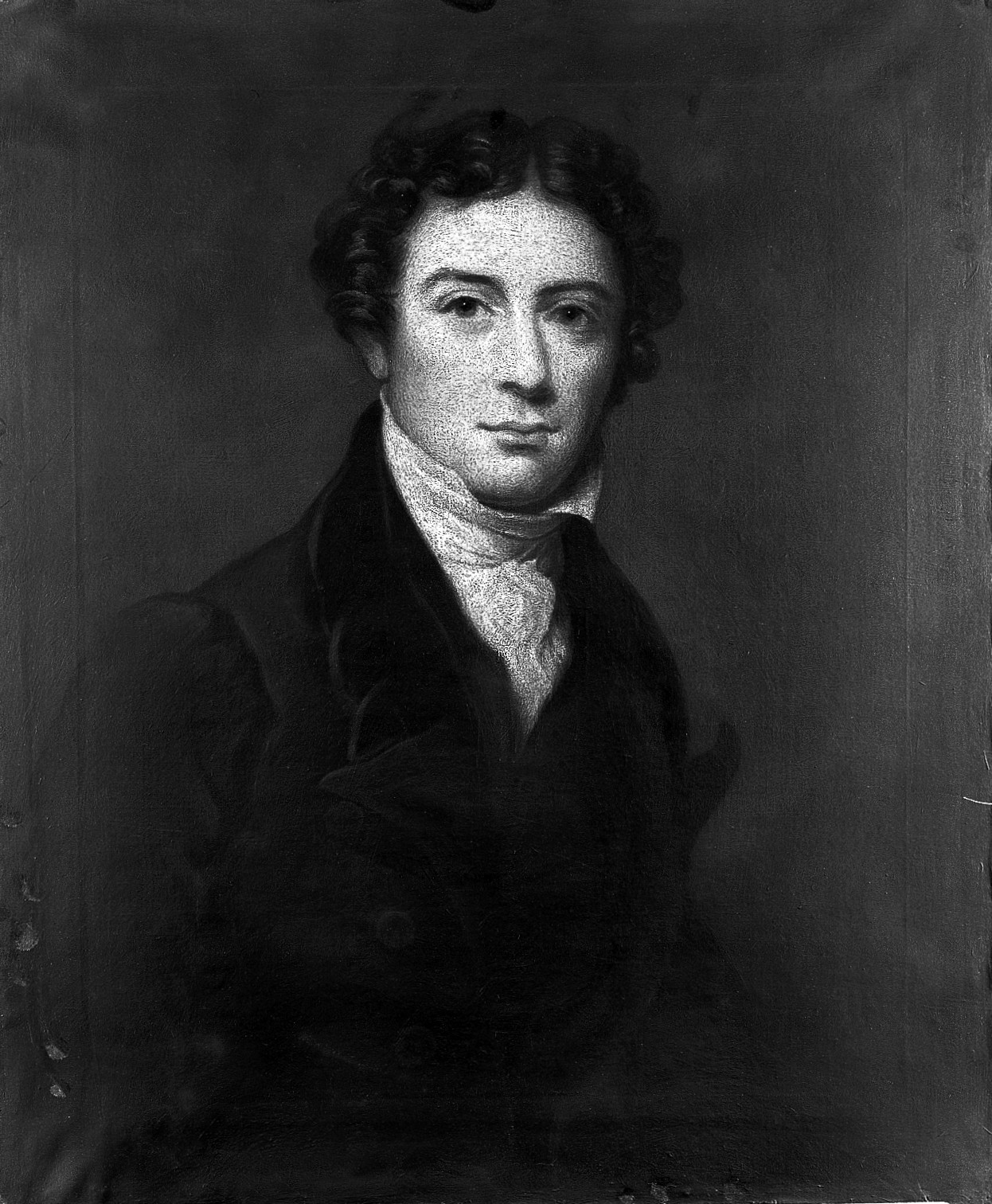
Физик Майкл Фарадей.
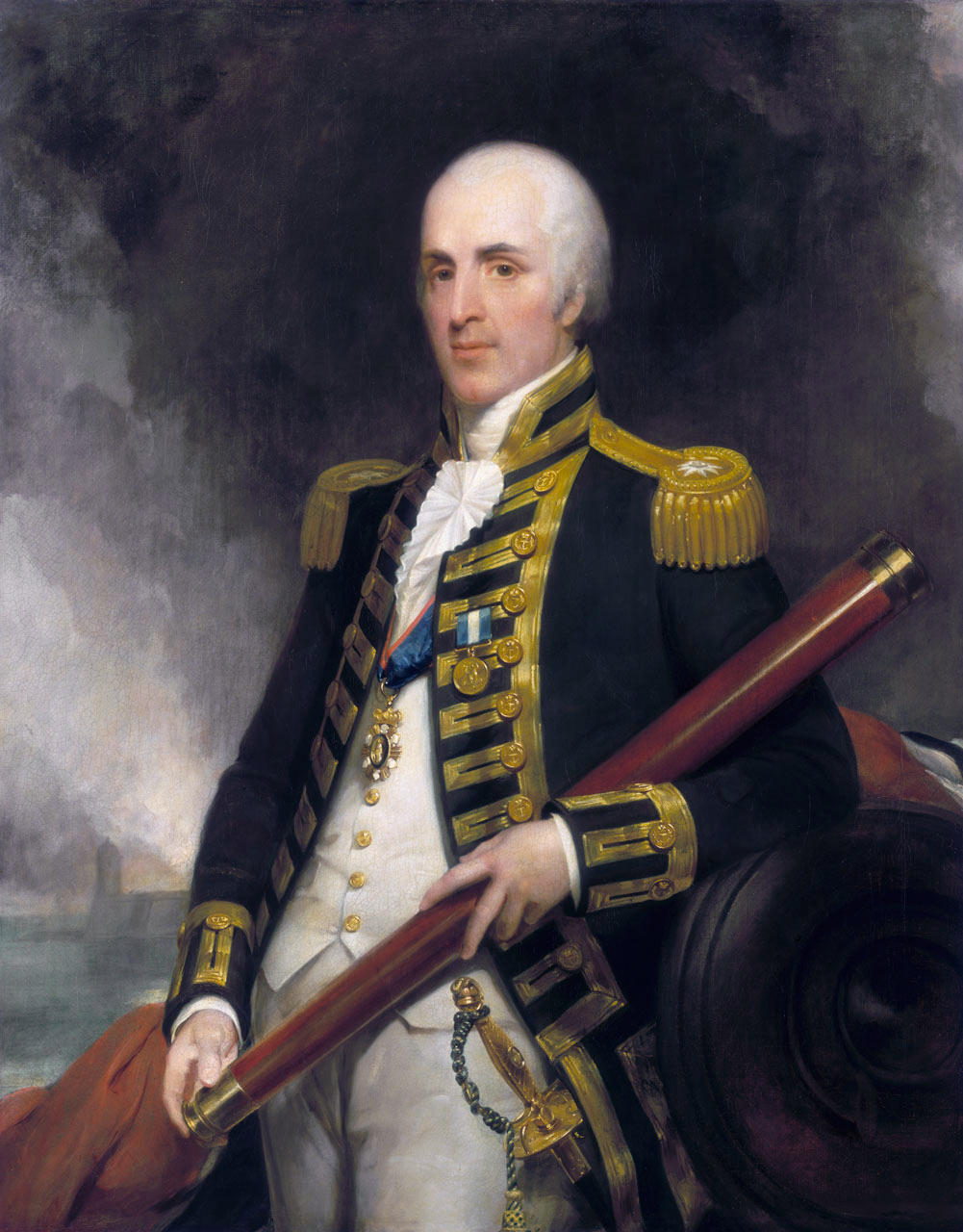
Адмирал Александр Болл (англ.).
Адмирал сэр Эдвард Кэмбелл Оэун (англ.).
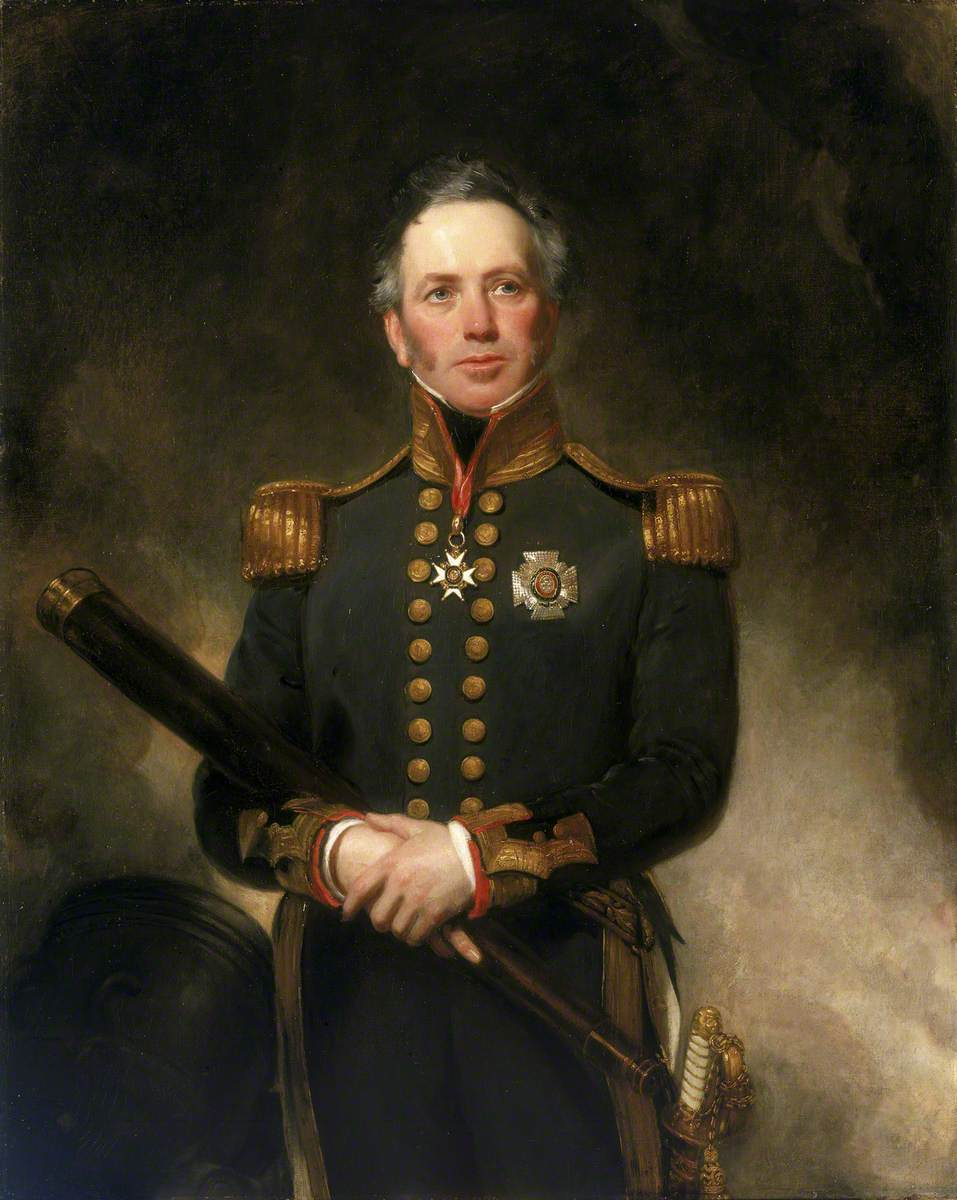
Вице-адмирал Эдвард Брайс (англ.).
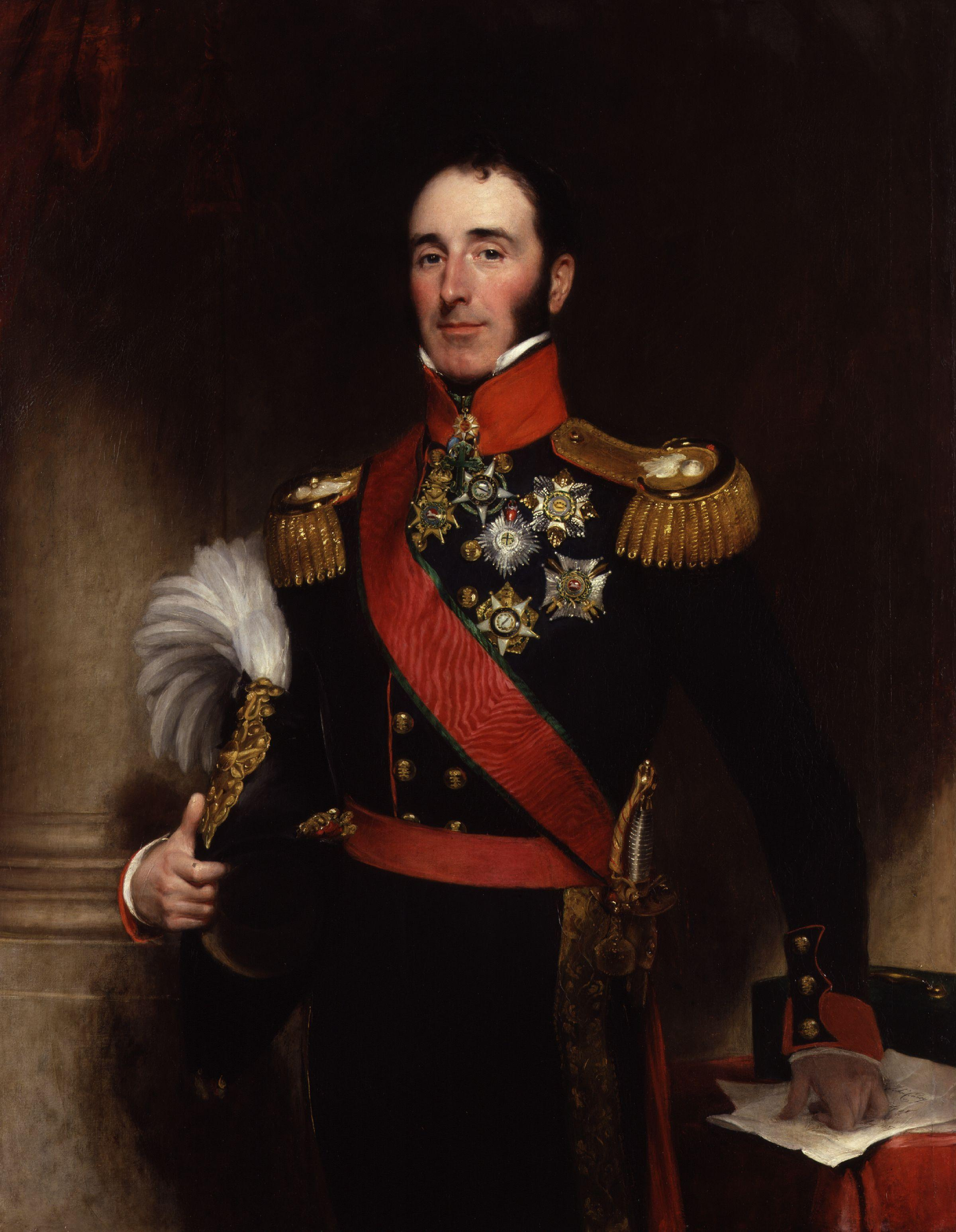
Воспитатель будущей королевы Виктории, сэр Джон Конрой.
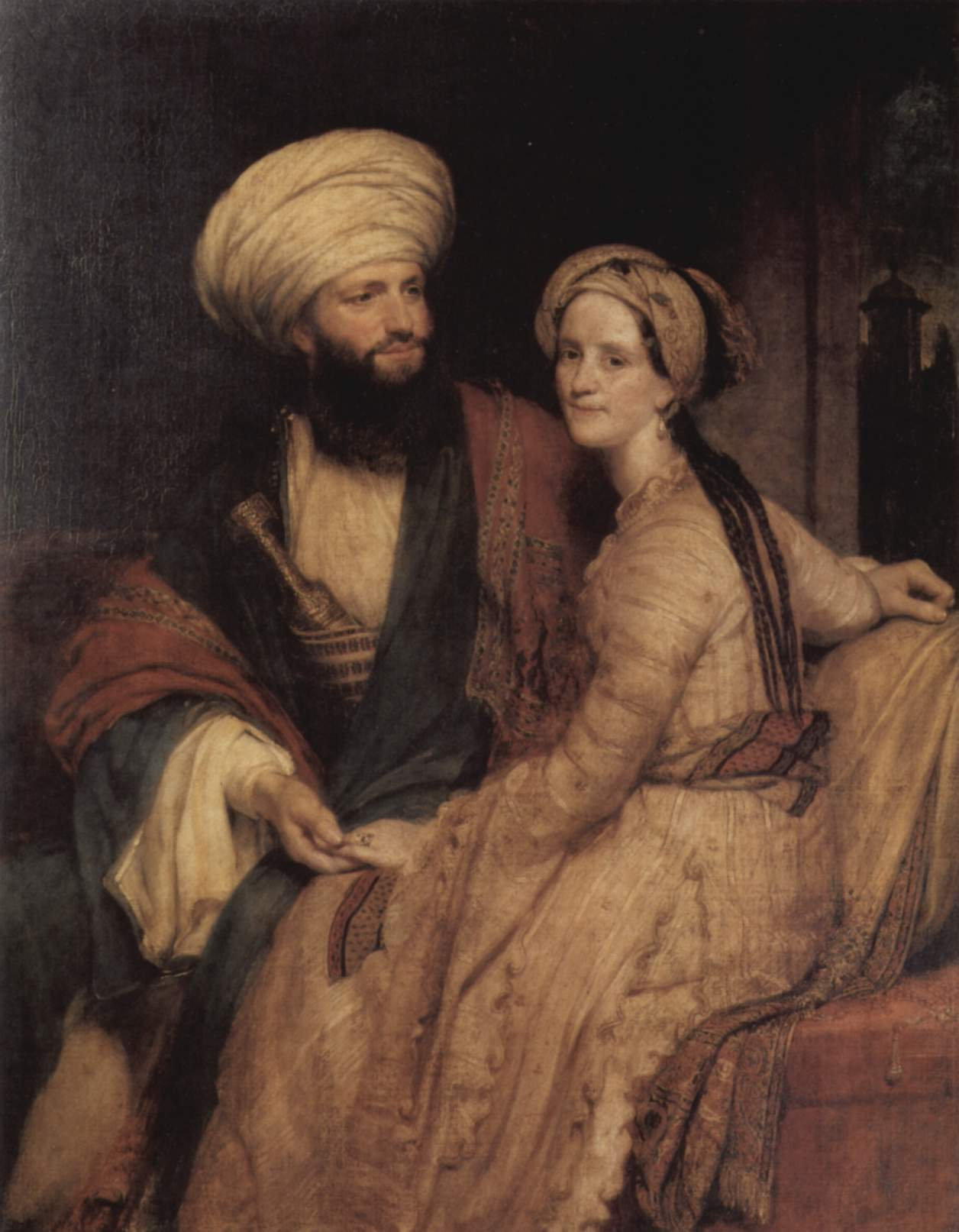
Джеймс Силк Бэкингем (англ.)  и его жена Элизабет в арабских костюмах.